# Phare de Carquinez Strait
Le phare de Carquinez Strait est un phare situé près de la ville de Vallejo, sur le Carquinez Strait entre la baie de Suisun et la baie de San Pablo, dans le Comté de Solano (État de la Californie), aux États-Unis. Désactivé en 1951, il a été remplacé par une balise automatique en 1963.
Ce phare est géré par la Garde côtière américaine, et les phares de l'État de Californie sont entretenus par le District 11 de la Garde côtière .

## Histoire
Le Conseil des Phares a transmis au Congrès la nécessité d'un phare entre la baie de San Francisco et la rivière Sacramento. Le 15 janvier 1910, la lumière du détroit de Carquinez était allumée. Le phare se trouvait au bout d'un quai et était attenant à une résidence de trois étages. Durant son fonctionnement, il a été utilisé pour tester les signaux de brume. Le phare de Mare Island, construit en 1873 à l'extrémité sud de l'île, fut désactivé peu après, en 1917.
Le phare de Carquinez Strait fut aussi désactivé en 1951. Une balise automatique et un signal de brume ont été placés sur le quai à ce moment-là. Après des années de négligence, qui comprenait le bris de l'objectif par des vandales, le bâtiment a été sauvé par des investisseurs qui ont déménagé la résidence à la Glen Cove Marina de Vallejo. La résidence, sans la tour, est maintenant utilisée utilisée comme le bureau de la marina et le magasin de vente de yachts.

Identifiant : ARLHS : USA-142 .
|                  |
| Carquinez Strait |

### Lien connexe
- Liste des phares de la Californie